# Z染色体
Z染色体（Zせんしょくたい）とは、鳥類など雌の性染色体の組み合わせがヘテロになり、雄の性染色体の組み合わせがホモになる生物が持つ性染色体の名称である。性決定機構がZW型又はZO型の生物に存在する。
ZW型とは、雄の性染色体がZ染色体同士の相同染色体の対になり、雌の性染色体がZ染色体とW染色体の組となる性決定様式である。これに対してZO型とは、雌にある性染色体が対にならないZ染色体のみでW染色体が存在しない性決定方式である。これらの他に、雄ヘテロ型（XY型・XO型）の性決定様式も存在する。
研究された全ての鳥類、爬虫類・両生類・魚類の一部、および昆虫類鱗翅目がZW型の性決定機構を持つ生物の代表例である。ミノガ（ミノムシ）など鱗翅目の一部はZO型の性決定機構を持つ。これらのうち、爬虫類および魚類には、染色体による性決定と孵化温度によって性別が変化する温度依存性決定とを切り替える生物が含まれる。そのため、一部の雄はW染色体を持つ精子を作り、WW型の受精卵が生まれる可能性があるが、自然状態ではWW型の生物は発見されていない。実験室レベルでは三倍体ZWWの鳥類の胚は、受精後16日目まで雌として発生するが、それ以降は生存できないことが確認されている。
鳥類のうち平胸類（ダチョウ目）のZ染色体とW染色体はその大きさや機能がほとんど変わらないため、Z染色体とW染色体の分化の初期段階と見られている。また、ニワトリなどは発生時のホルモン投与などによって容易に性転換する。ニワトリのZZW個体は、胚発生時には卵巣を形成するが、成鳥では精巣を形成するように性転換が起きる。鳥類の性決定には、「W染色体上に生殖腺の卵巣化を決定する遺伝子があるとする説（Wドミナント説）」、「Z染色体とその上にある遺伝子の数で性決定が行われるという説（Z遺伝子量説）」、「その双方の機構が関与しているという説」が出されている。
日本のツチガエルはXY型の性決定機構を持つものとZW型の性決定機構を持つものが混在しており、XY型からZW型への進化を遂げる途上にあると見られている。